# Cité internationale de la bande dessinée et de l'image

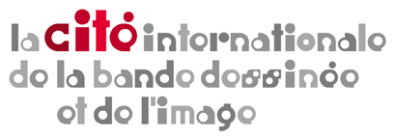
Logo della Cité BD

La Cité internationale de la bande dessinée et de l'image (Cité BD, tradotto come "Città internazionale del fumetto e dell'immagine"), precedentemente noto come Centre national de la Bande dessinée et de l'Image, situato ad Angoulême, è l'organismo francese dedicato al fumetto e alle opere visive. L'istituzione è allo stesso tempo un museo, un luogo di conservazione, ricerca, formazione, esposizione e supporto nel campo del disegno.
Lanciato nel 1974 in occasione del Festival international de la bande dessinée d'Angoulême della città della Charente, è il sito dove si attua il deposito legale dei fumetti pubblicati in Francia.